# Grand Prix de Plumelec-Morbihan 2017
La 41e édition du Grand Prix de Plumelec-Morbihan a eu lieu le 27 mai 2017. La course fait partie du calendrier UCI Europe Tour 2017 en catégorie 1.1. C'est également la neuvième épreuve de la Coupe de France sur route.
L'épreuve a été remportée par le Français Alexis Vuillermoz (AG2R La Mondiale) qui s'impose en solitaire devant ses compatriotes Jonathan Hivert et Samuel Dumoulin.

## Classement final
| \| Classement général \| Classement général \| Classement général \| Classement général \| Classement général \| \| Coureur \| Coureur \| Pays \| Équipe \| Temps \| \| ------------------ \| ------------------ \| ------------------ \| -------------------------- \| ------------------ \| \| 1er \| Alexis Vuillermoz \| France \| AG2R La Mondiale \| 4 h 14 min 30 s \| \| 2e \| Jonathan Hivert \| France \| Direct Énergie \| + 8 s \| \| 3e \| Samuel Dumoulin \| France \| AG2R La Mondiale \| + 10 s \| \| 4e \| Arthur Vichot \| France \| FDJ \| + 10 s \| \| 5e \| Julien Simon \| France \| Cofidis, Solutions Crédits \| + 10 s \| \| 6e \| Benoît Cosnefroy \| France \| France \| + 10 s \| \| 7e \| Laurent Pichon \| France \| Fortuneo-Vital Concept \| + 12 s \| \| 8e \| Kévin Réza \| France \| FDJ \| + 12 s \| \| 9e \| Thibault Ferasse \| France \| Armée de terre \| + 12 s \| \| 10e \| Franck Bonnamour \| France \| Fortuneo-Vital Concept \| + 12 s \| |                   |        |                            |                 |
| |                   |        |                            |                 |
| Source : ProCyclingStats |                   |        |                            |                 |
| Classement général |                   |        |                            |                 |
| Coureur | Coureur           | Pays   | Équipe                     | Temps           |
| 1er | Alexis Vuillermoz | France | AG2R La Mondiale           | 4 h 14 min 30 s |
| 2e | Jonathan Hivert   | France | Direct Énergie             | + 8 s           |
| 3e | Samuel Dumoulin   | France | AG2R La Mondiale           | + 10 s          |
| 4e | Arthur Vichot     | France | FDJ                        | + 10 s          |
| 5e | Julien Simon      | France | Cofidis, Solutions Crédits | + 10 s          |
| 6e | Benoît Cosnefroy  | France | France                     | + 10 s          |
| 7e | Laurent Pichon    | France | Fortuneo-Vital Concept     | + 12 s          |
| 8e | Kévin Réza        | France | FDJ                        | + 12 s          |
| 9e | Thibault Ferasse  | France | Armée de terre             | + 12 s          |
| 10e | Franck Bonnamour  | France | Fortuneo-Vital Concept     | + 12 s          |